# Gustav Schlotterer
Gustav Schlotterer (* 1. März 1906 in Biberach an der Riß; † 16. Mai 1989 in Düsseldorf) war ein promovierter deutscher Wirtschaftsredakteur, SS-Oberführer und einer der führenden Mitarbeiter im Reichswirtschaftsministerium und im Reichsministerium für die besetzten Ostgebiete während des Zweiten Weltkriegs. Von 1933 bis 1935 war er NSDAP-Gauwirtschaftsberater von Hamburg. Nach dem Angriffskrieg gegen Russland im Jahre 1941 war Schlotterer führend an der Ausbeutung und Enteignung der Wirtschaft in den durch die Militär- und Zivilverwaltungen besetzten Ländern beteiligt. In der Zeit des Nationalsozialismus galt er im Rahmen der europäischen Ostpolitik als ein wirtschaftspolitischer „Neuordnungsfachmann“. Nach dem Krieg arbeitete er, als entlastet eingestuft, als Wirtschaftsberater der Großindustrie.

## Weimarer Republik
Schlotterer, Sohn eines Bäckermeisters in Biberach, absolvierte nach dem Besuch der Volks- und Oberrealschule bis 1924 eine Lehre bei der Gewerbebank Biberach. Er war 1923 Gründungsmitglied der NSDAP-Ortsgruppe Biberach/Riß. Nach dem Ersatzabitur an der Handelshochschule in Mannheim trat er 1928 erneut in die zwischenzeitlich verbotene NSDAP (Mitgliedsnummer 74.207) ein. Schlotterer wurde 1930 an der Universität Tübingen in Wirtschaftswissenschaften promoviert; seine Dissertation hatte das marxistische Akkumulationsgesetz zum Thema. Ab 1931 arbeitete er als Wirtschaftsredakteur der NS-Zeitung Hamburger Tageblatt. Zudem war er als Gauwirtschaftsberater der NSDAP tätig.

## Nationalsozialismus 1933–1939
Nach der „Machtergreifung“ im Januar 1933 wurde Schlotterer im Alter von 27 Jahren zum Regierungsdirektor in Hamburg und kurze Zeit später zum Präses (Leiter) der Hamburger „Behörde für Wirtschaft“ ernannt, der er bis 1935 vorstand. Gleichzeitig war er hauptamtlicher Gauwirtschaftsberater der Hamburger Gauleitung der NSDAP unter Karl Kaufmann.
In Hamburg, einer Stadt, in der die meisten Juden in Gewerbe und Handel tätig gewesen waren, sah die Finanzbehörde viele Juden ab 1933 als potentielle Kapitalschmuggler an. Das ging auf Schlotterer zurück, der alle Devisenstellen angewiesen hatte, auswanderungswillige Juden als kapitalfluchtverdächtig zu behandeln. § 37 a des Devisenbewirtschaftungsgesetzes erlaubte es den Devisenstellen, bei Kapitalfluchtverdacht Sicherungsanordnungen über jüdisches Vermögen zu verhängen und Treuhänder einzusetzen. Die Hamburger Devisenstellen hatten davon regen Gebrauch gemacht und auch nach Schlotterers Weggang 1.314 solcher Sicherungsanordnungen erlassen. Das umfasste nahezu alle Vermögensbereiche von Immobilien über Firmen bis zu privaten Bankguthaben. Nach 1945 entsandte die Behörde in Rückerstattungsangelegenheiten Beamte, die teilweise früher mit der „Arisierung“ im Dritten Reich befasst waren, als Gutachter zu den Gerichten. Das führte häufig zu ungerechten Entscheidungen in Rückerstattungsangelegenheiten für jüdische Personen, die während des Dritten Reiches in Hamburg beraubt worden waren.
1935 verließ Schlotterer Hamburg und stieg die Karriereleiter zum Ministerialrat im Reichswirtschaftsministerium (RWM) in Berlin auf. Sein Nachfolger als Hamburger Gauwirtschaftsberater war Carlo Otte, der nach kurzer Zeit von Otto Wolff erst faktisch entmachtet und dann abgelöst wurde.
Im November 1937 trat Schlotterer in die SS ein (SS-Nr. 289.213), sein erster Dienstgrad war Oberscharführer. In der Folge wurde er kontinuierlich befördert, seinen höchsten Dienstgrad (SS-Oberführer) erreichte er 1944; zu dieser Zeit dem Stab des SS-Oberabschnitts „Spree“ in Berlin zugeordnet.
In seiner neuen Funktion im Reichswirtschaftsministerium wies Schlotterer, wie zuvor schon in Hamburg, zur Jahreswende 1936/37 alle Devisenstellen im Reich an, auswanderungswillige Juden grundsätzlich als „kapitalfluchtverdächtig“ gemäß §37a des Devisenbewirtschaftungsgesetzes zu betrachten. Dies erlaubte die Sicherungsanordnung und die Einsetzung von Treuhändern über jüdisches Vermögen als weiteren Schritt zur Enteignung.

## Zweiter Weltkrieg
Auf Veranlassung der I.G. Farben, die um ihre Beteiligungen und Patente in den USA bangte, schickte Schlotterer am 9. September 1939, kurz nach dem Überfall auf Polen, eine „top secret“ Anweisung an den Leiter der Abteilung Fremdwährungen im Ministerium, dass Vermögenswerte im Ausland um jeden Preis geschützt werden müssten. Das bedeutete, deutsche Beteiligungen zu verschleiern, und betraf zum Beispiel die I.G. Farben und ihre Verbindung mit Standard Oil.
Schlotterer arbeitete ab 1940 in der Position eines Ministerialdirektors als Leiter der Ostabteilung im Reichswirtschaftsministerium. Seiner RWM-Abteilung unterstand 1941/42 dem von Hermann Reinbothe geleiteten „Generalreferat Treuhandverwaltung“, in dem die der deutschen Besetzung anheimgefallenen staatlichen Vermögenswerte der Sowjetunion und der einzelnen Sowjetrepubliken als „Wirtschafts-Sondervermögen“ verwaltet wurden. Diese verwaltungstechnische Einbettung spiegelte die Entwicklung im „Wirtschaftsführungsstab Ost“ (WiFüStabOst) wider, von dem die so genannte Grüne Mappe erarbeitet wurde. Als Leiter des im Herbst 1940 im Reichswirtschaftsministerium neu geschaffenen Referats „Vorbereitung und Ordnung“ vermittelte Schlotterer vor Vertretern der deutschen Wirtschaft ein Zukunftsbild von einem europäischen (Groß-)Wirtschaftsraum, der unter deutsche Führung gestellt werden sollte.
Schlotterer erläuterte auf einer Pressekonferenz des Ministeriums am 24. Juli 1940 die von Walther Funk aufgestellten Ziele einer „wirtschaftlichen Neuordnung Europas“, über die Funk am nächsten Tag eine Rede hielt:
„An lebenswichtigen Produkten muß so viel wie möglich in Deutschland und in dem von Deutschland beherrschten Wirtschaftsraum Europa erzeugt werden. … Unser Ziel ist es, den Wirtschaftsverkehr und den Warenaustausch immer mehr auf Deutschland hinzulenken. Alle Waren müssen über den deutschen Markt laufen. Damit erhalten wir genaue Kontrolle. Im übrigen müssen auch die Wirtschaften unserer Handelspartner privatwirtschaftlich so mit den deutschen Interessen verflochten werden, daß diese Staaten, selbst wenn sie wollen, aus diesen Bindungen und Abhängigkeiten nicht mehr herauskommen. (…) Im einzelnen müssen wir in folgende Unternehmungen hineingehen: Im Südosten bei Getreide, in Norwegen und Jugoslawien bei Metallen, in Rumänien beim Öl (…).“
Sein Plan war, dass neben der Kapitalverflechtung die fremden Volkswirtschaften mit in die deutschen Marktregulierungen einbezogen und eine Selbstverwaltung nach deutschem Muster angestrebt werden sollte, wobei „eine gesunde Mischung zwischen den deutschen Interessen und den verschiedenen nationalen und ländermäßigen Interessen“ berücksichtigt werden müsste. Die Buchautoren Ludolf Herbst und Thomas Weihe merkten dazu an: „Bereits in diesen Überlegungen ist eine Zweiteilung deutlich spürbar. Als Schlotterer nämlich davor warnte, den Eindruck entstehen zu lassen, ‚man wolle die Wirtschaft der besetzten Gebiete vergewaltigen‘ und für die Einhaltung ‚notwendiger psychologischer Voraussetzungen‘ bei künftigen Verhandlungen plädierte, bezog er sich ausdrücklich nur auf die Niederlande und Belgien“.
In der Tat organisierte Schlotterer 1940 den nach ihm benannten Schlotterer-Ausschuss, in dem 24 Spitzenvertreter der exportorientierten deutschen Großindustrie sich mit Industriellen und Bankenvertretern aus den Benelux-Staaten austauschten. Sie einigten sich darauf, dass der innereuropäische Handel von Zoll- und Währungsgefällen befreit und das Ruhrgebiet mit Nordfrankreich und den Benelux-Ländern zu einem „natürlichen Wirtschaftsraum“ zusammengeschlossen werden solle. Grundlage dessen sollte ein privatwirtschaftlich zu organisierendes Produktionskartell unter staatlicher Aufsicht sein, das Schlotterer als „wirtschaftliches Paneuropa“ bezeichnete.
Der Historiker Götz Aly charakterisierte Schlotterers Führungsrolle im Reichswirtschaftsministerium in der Abteilung III so, dass seine Beamten Europa mit einem „kaum vorstellbarem Rigorismus“ ausbeuteten.
Ab 1941 arbeitete er sowohl im Programm des Vierjahresplans als auch im Reichsministerium für die besetzten Ostgebiete (RMfdbO). Zudem war er Präsidiumsmitglied der Südosteuropagesellschaft, Mitglied des Aufsichtsrats der „Zentralhandelsgesellschaft Ost für landwirtschaftlichen Absatz und Bedarf m.b.H.“ (ZO) sowie Verwaltungsratsmitglied der Ostlandfaser GmbH (Tochter der Ost-Faser-Gesellschaft mbH). Im Vierjahresplan war er bis 1944 Chef der Hauptgruppe gewerbliche Wirtschaft im „Wirtschaftsstab Ost“; im RMfdbO war er Leiter der Chefgruppe Wirtschaft; und fungierte dort gleichzeitig als Verbindungsmann zur Vierjahresplanbehörde. In diesen Positionen trug Schlotterer eine Mitverantwortung für die planmäßige Umsetzung einer wirtschaftlichen „Neuordnung Europas“ sowie für die Abstimmung zwischen den damit verfolgten Zielen und den „Kriegsnotwendigkeiten“. Er setzte dabei auf innerwirtschaftliche Methoden, auf die Zusammenarbeit zwischen den wirtschaftenden Menschen,… Gruppen, Firmen und Wirtschaftsorganisationen.
Seine Chefgruppe Wirtschaftliche Kooperation (III.Wi) im RMfdbO gliederte sich Ende 1941 in die als Sondergruppe bezeichneten Geschäftsbereiche „Gewerbliche Wirtschaft“, „Forst- und Holzwirtschaft“, „Arbeitspolitik und Sozialverwaltung“, „Preisbildung und Preisüberwachung“ sowie „Verkehr“, wobei die Verkehrsabteilung fachlich und haushaltsrechtlich dem Reichsverkehrsministerium unterstellt blieb.
Im Jahre 1944 war Schlotterer zusammen mit Otto Ohlendorf Herausgeber der Zeitschrift Deutsche Außenwirtschaft. Darin wurde unter anderen über die Deportation der ungarischen Juden unter der Überschrift Handel nach Umstrukturierung der ungarischen Wirtschaft gestört berichtet. Ebenfalls 1944 berichtete ihm der NS-Publizist Albert Oeckl in seiner Funktion als I. G. Farben-Mann aus dem KZ Vaivara über den Stand der NS-Ölgewinnung im Baltikum („Baltöl“).

## Nachkriegszeit
Nach Kriegsende wurde Schlotterer im Fall 11 der Nürnberger Prozesse, dem so genannten Wilhelmstraßen-Prozess, vernommen. 1945 wurde er durch amerikanische Truppen bei Mergentheim gefangen genommen und war von 1945 bis 1947 in Kriegsgefangenschaft und Arbeitseinsatz in Frankreich.
1947/48 war er Zeuge im IG-Farben-Prozess und Wilhelmstraßen-Prozess.
Ab Januar 1948 arbeitete er als Berater für die amerikanische Militärstaatsanwaltschaft in Berlin und München. Im September 1948 zog er nach Barsbüttel (Schleswig-Holstein) um. Am 20. Dezember 1948 wurde er als entlastet eingestuft und zog im Oktober 1950 nach Düsseldorf, wo er als Unternehmensberater für die Großindustrie tätig war, u. a. für Friedrich Flick und Fritz-Aurel Goergen. 1969 wirkte er als Zeuge in einem Prozess der Berliner Staatsanwaltschaft gegen frühere Angehörige des Reichssicherheitshauptamtes mit.
Seine in der „Schriftenreihe des Amtes für Berufserziehung und Betriebsführung“ der Deutschen Arbeitsfront erschienene Schrift Die neuen Grundsätze der deutschen Handelspolitik (1936) wurde in der Sowjetischen Besatzungszone auf die Liste der auszusondernden Literatur gesetzt.

## Schriften
- Eugen von Mickwitz (Hrsg.): Aussenhandel unter Zwang. (Unter besonderer Berücksichtigung des Vierjahresplans) {und des Anschlusses Österreichs an das Reich}. Hrsg. aufgrund von Material des Hamburgischen Welt-Wirtschafts-Archivs. Kuhr-Golz, Hamburg 1935 (Kurztitel); 2. erw. Aufl. 1936; 4. völlig umgearb. und erweiterte Aufl. 1938 (Langtitel). Mit einem Beitrag von G. S.[24]
- Gustav Schlotterer: Englische Blockade, deutscher Außenhandel in: Paul Schmidt (Hrsg.), „Berlin – Rom – Tokio. Monatsschrift für die Vertiefung der kulturellen Beziehungen der Völker des weltpolitischen Dreiecks“. Jahrgang 1, Heft Nr. 7, vom 15. November 1939, Steiniger, Berlin 1939
- ders.: Die neuen Grundsätze der deutschen Handelspolitik. Hrsg.: Deutsche Arbeitsfront, Amt für Arbeitsführung und Berufserziehung. Lehrmittelzentrale des Amtes für Arbeitsführung und Berufserziehung der DAF, Berlin [1936]
- Ernst Schrewe: Faschismus und Nationalsozialismus. Einleitung G. Schlotterer. Hanseatische Verlagsanstalt, Hamburg 1934
- G. Schlotterer & W. Ter Nedden: Erschließung und Neuaufbau der Wirtschaft in den besetzten Ostgebieten. In: „Osttagung deutscher Wissenschaftler 24.–27.3., Tagungsunterlagen Band 1: Besetzte Ostgebiete“ im Reichsarbeitsministerium, Berlin 1942 (im Archiv des Instituts für Zeitgeschichte München)